# Cnemotrupes
Cnemotrupes es un género de coleóptero de la familia Geotrupidae.

## Especies
Las especies de este género son:
- Cnemotrupes blackburni
  - Cnemotrupes blackburni blackburni
  - Cnemotrupes blackburni excrementi
- Cnemotrupes cnephosus
- Cnemotrupes guerreroensis
- Cnemotrupes herbeus
- Cnemotrupes lobatus
- Cnemotrupes nebularum
- Cnemotrupes occidentalis
- Cnemotrupes pecki
- Cnemotrupes pinalonensis
- Cnemotrupes sallaei
- Cnemotrupes semiopacus
- Cnemotrupes sobrinus
- Cnemotrupes splendidus
  - Cnemotrupes splendidus miarophagus
  - Cnemotrupes splendidus splendidus
- Cnemotrupes truncaticornis
- Cnemotrupes ulkei
- Cnemotrupes viridiobscurus